# Michele Mantegazza
Michele Mantegazza (Milano, ... – 1432) è stato un vescovo cattolico italiano.

## Biografia
Cittadino milanese, nacque da una famiglia di quel patriziato, i Mantegazza appunto. Appartenne all'Ordine della Beata Vergine del Monte Carmelo come si può evincere da un'iscrizione nel coro della chiesa del Carmine di Asti.
Venne eletto vescovo dal capitolo della cattedrale e, benché sia da alcuni storici elogiato come uomo ricco di pietà e di dottrina, fu accusato, nei primi anni del suo servizio pastorale, di alcuni delitti. Accadde dunque che papa Martino V fece affiancare il vescovo da alcuni osservatori nel 1421 e, in seguito, nel 1425, lo sospese dal suo ministero.
Durante la sospensione, dal 1425 al 1432, fu nominato amministratore diocesano Antonio Lanzavecchia, già abate dell'Abbazia di Santa Giustina di Sezzadio. Alla morte del vescovo, nel 1432, la sede episcopale fu vacante e il papa Eugenio IV nominò il 13 gennaio 1432 un nuovo amministratore, Giorgio Lanzavecchia dell'Ordine dei frati minori. Il 14 gennaio 1437 vi fu una nuova nomina, quella di Galvagno Firuffino, abate dell'Abbazia di San Pietro in Bergoglio.
Fu suo vicario generale Sebastiano Ardizzoni, che già ricoprì la medesima carica con il predecessore Bertolino Beccari.
Morì nel 1432.